# Lijst van beelden in Leiden
Dit is een (onvolledige) chronologische lijst van beelden in Leiden. Onder een beeld wordt hier verstaan elk driedimensionaal kunstwerk in de openbare ruimte van de Nederlandse gemeente Leiden, waarbij beeld wordt gebruikt als verzamelbegrip voor sculpturen, standbeelden, installaties, gedenktekens en overige beeldhouwwerken.
Voor een volledig overzicht van de beschikbare afbeeldingen zie: Beelden in Leiden op Wikimedia Commons.
| Geplaatst                                      | Omschrijving | Kunstenaar                                                            | Straat                                                                                           | Plaats | Materiaal                                                                           | Afbeelding                                                                                               |
| ---------------------------------------------- | --- | --------------------------------------------------------------------- | ------------------------------------------------------------------------------------------------ | ------ | ----------------------------------------------------------------------------------- | --- |
| 1645                                           | St. Joris en de draak (Doelenpoort)                                                                              | Pieter Adriaensz. 't Hooft en Cornelis Gijsbertsz van Duynen          | Groenhazengracht                                                                                 | Leiden | zandsteen                                                                           | |
| 1660                                           | Gevelreliëf (de pest in de gedaante van een furie)                                                               | Rombout Verhulst                                                      | Pesthuislaan                                                                                     | Leiden | zandsteen                                                                           | |
| 1858                                           | Vismarktfontein                                                                                                  | Johs Hannaert en Cornelis Minee                                       | Stadhuisplein t.o. 1                                                                             | Leiden | blauwe hardsteen en wit marmer                                                      | |
| 1872                                           | Herman Boerhaave                                                                                                 | Jean Theodore Stracké                                                 | Rijnsburgerweg / Boerhaavelaan                                                                   | Leiden | brons                                                                               | |
| 1879                                           | Prins Hendrik | Bart van Hove (beeldhouwer)                                           | Kweekschool voor Zeevaart, Noordeinde                                                            | Leiden | brons                                                                               | |
| 1881                                           | Pieter Adriaansz. van der Werff                                                                                  | Johan Philip Koelman                                                  | Van der Werfpark                                                                                 | Leiden | brons                                                                               | |
| 1906                                           | Rembrandt van Rijn                                                                                               | Toon Dupuis                                                           | Witte Singel                                                                                     | Leiden | brons                                                                               | |
| 1924                                           | Monument Leidens Ontzet (met beeltenissen van Willem van Oranje, Louis Boisot, Jan van der Does en Jan van Hout) | Johan Coenraad Altorf                                                 | Plantsoen/ Geregracht                                                                            | Leiden | steen                                                                               | |
| 1924                                           | beeldengroep Park die Leythe                                                                                     | Willem Coenraad Brouwer                                               | Hoge Rijndijk                                                                                    | Leiden | Terracotta                                                                          | |
| 1930                                           | Hippocrates | Oswald Wenckebach                                                     | Hippocratespad nabij LUMC                                                                        | Leiden | brons                                                                               | |
| 1932                                           | Von Siebold | Oswald Wenckebach                                                     | Hortus botanicus                                                                                 | Leiden | brons                                                                               | |
| 1933                                           | Willem Einthoven                                                                                                 | Gerrit van der Veen                                                   | LUMC                                                                                             | Leiden | brons                                                                               | |
| 1940                                           | Floris V | Mari Andriessen                                                       | Stadhuisplein                                                                                    | Leiden | natuursteen                                                                         | |
| 1949                                           | Oorlogsmonument Hartebrugkerk                                                                                    | Jules Rummens                                                         | Haarlemmerstraat 110 (kerk)                                                                      | Leiden | keramiek                                                                            | |
| 1953                                           | Moeder en kind                                                                                                   | Hans Petri                                                            | Molenstraat                                                                                      | Leiden | brons                                                                               | |
| 1953                                           | Het gezin | Cor Hund                                                              | Van Baerlestraat                                                                                 | Leiden | brons                                                                               | |
| 1954                                           | Le Canard | Geert Jan Bierenga                                                    | Hortus botanicus                                                                                 | Leiden | brons                                                                               | |
| 1954                                           | Jongen met de duif                                                                                               | Pieter Starreveld                                                     | Stadhuisplein, atrium stadhuis                                                                   | Leiden | brons                                                                               | |
| 1956                                           | Psyche | Theo van der Nahmer                                                   | Zeemanlaan                                                                                       | Leiden | brons                                                                               | |
| 1957                                           | Bevrijdingsmonument                                                                                              | Pieter Starreveld                                                     | Noorderplantsoen                                                                                 | Leiden | brons                                                                               | |
| 1958                                           | Moeder en kind                                                                                                   | Jan Wolkers                                                           | Plantsoen                                                                                        | Leiden | brons                                                                               | |
| 1959                                           | Piet Paaltjens                                                                                                   | Auke Hettema                                                          | Haagweg/ Klikspaanweg                                                                            | Leiden | brons                                                                               | |
| 1960                                           | Het wicht | Oswald Wenckebach                                                     | IJsselkade                                                                                       | Leiden | brons                                                                               | |
| 1960                                           | Vrouw met druiventros                                                                                            | Joop van Kralingen                                                    | Montgomerystraat - Titus Brandsmastraat (binnentuin)                                             | Leiden | brons                                                                               | |
| 1961                                           | Leidens ontzet (Cornelis Joppensz.)                                                                              | Oswald Wenckebach                                                     | Kamerlingh Onnesplein                                                                            | Leiden | brons                                                                               | |
| 1961                                           | Brandende fakkel                                                                                                 | Piet van der Sterre en A. Dekker                                      | Sumatrastraat 197 (kerkgebouw Apostolisch Genootschap)                                           | Leiden | beton                                                                               | |
| 1962                                           | Worstelende jongens                                                                                              | Gerard van Remmen                                                     | Oppenheimstraat (schoolplein)                                                                    | Leiden | beton                                                                               | |
| 1962                                           | Cephas Stauthamer                                                                                                | Mensfiguur met vogel en viervoeter                                    | Witte Singel / Sterrewachtlaan                                                                   | Leiden | brons                                                                               | |
| 1964                                           | Amazone | Frank Letterie                                                        | Kagerstraat (schoolplein)                                                                        | Leiden | brons                                                                               | |
| 1964                                           | Droombeeld | Ellen Beerthuis-Roos                                                  | Kennedylaan - Beethovenlaan                                                                      | Leiden | brons                                                                               | |
| 1965                                           | Bokspringers | Ek van Zanten                                                         | Telderskade                                                                                      | Leiden | brons                                                                               | |
| 1965                                           | Korfbalspeelsters                                                                                                | Piet Killaars                                                         | Zoeterwoudsesingel                                                                               | Leiden | brons                                                                               | |
| 1968                                           | Groot dier in situatie                                                                                           | Jan Maaskant                                                          | Corantijnstraat                                                                                  | Leiden | staal                                                                               | |
| 1968                                           | Zonder titel | Jan Noyons                                                            | Surinamestraat (t/o winkelcentrum Kooiplein)                                                     | Leiden | staal                                                                               | |
| 1969                                           | Het stenen bruidsbed                                                                                             | Leo de Vries                                                          | Willem de Zwijgerlaan (bij splitsing met Gooimeerlaan)                                           | Leiden |                                                                                     | |
| 1970                                           | Paard | Arthur Spronken                                                       | IJsselkade                                                                                       | Leiden | brons                                                                               | |
| 1970                                           | Zonder titel | Jacob Meijer                                                          | Boshuizerlaan                                                                                    | Leiden | aluminium                                                                           | |
| 1970                                           | Fontein | Constant Nieuwenhuijs                                                 | Surinamestraat (winkelcentrum Kooiplein)                                                         | Leiden | staal                                                                               | |
| 1973                                           | Pauwen | Ek van Zanten                                                         | Pelikaanstraat                                                                                   | Leiden | brons                                                                               | |
| 1973                                           | De olifant | Arie Teeuwisse                                                        | Oosterkerkstraat                                                                                 | Leiden | brons                                                                               | |
| 1975                                           | De Vier Eeuwen                                                                                                   | Ans van Haersolte                                                     | Hortus                                                                                           | Leiden | beton                                                                               | |
| 1976                                           | Rennende paarden                                                                                                 | Frank Letterie                                                        | Ter Haarkade                                                                                     | Leiden | brons                                                                               | |
| 1976                                           | Zittende figuren                                                                                                 | Frans de Wit (beeldhouwer)                                            | Vijf Meilaan 210                                                                                 | Leiden | brons                                                                               | |
| 1977                                           | Betonplastiek | Frans de Wit (beeldhouwer)                                            | Vondellaan                                                                                       | Leiden | beton                                                                               | |
| 1978                                           | Appel | Kees Franse                                                           | Ter Haarkade                                                                                     | Leiden | hout                                                                                | |
| 1980                                           | Zonnetje van Rijnland                                                                                            | Theo van der Nahmer                                                   | Breestraat in binnentuin van Hoogheemraadschap. Te bezoeken op open monumentendag                | Leiden | brons                                                                               | |
| 1980                                           | Zonder titel | Ben Guntenaar                                                         | Einsteinweg                                                                                      | Leiden | Franse kalksteen (Vilhonneur)                                                       | |
| 1981                                           | Piramide | Fredy Wubben                                                          | Hooghkamerpark aan de Voorschoterweg                                                             | Leiden | staal en rubber                                                                     | |
| 1981                                           | Boog | Frans de Wit (beeldhouwer)                                            | Valkenpad                                                                                        | Leiden | staal en verf                                                                       | |
| 1982                                           | Zonder titel | Rob van 't Zelfde                                                     | Stille Mare                                                                                      | Leiden | brons                                                                               | |
| 1982                                           | Kinderen overbruggen                                                                                             | Fleur van den Berg                                                    | brug over Veenwetering (Stevenshofdreef)                                                         | Leiden | glas                                                                                | |
| 1983                                           | Zonnewijzer | Henk Sloos                                                            | Oosterkerkstraat (op meelfabriek De Sleutels)                                                    | Leiden | metaal                                                                              | |
| 1984                                           | Bloemenkoopman                                                                                                   | Gerard Brouwer                                                        | Nieuwe Rijn                                                                                      | Leiden | brons                                                                               | |
| 1984                                           | Lakenverkoper | Gerard Brouwer                                                        | Nieuwe Rijn                                                                                      | Leiden | brons                                                                               | |
| 1984                                           | Visboer | Gerard Brouwer                                                        | Nieuwe Rijn                                                                                      | Leiden | brons                                                                               | |
| 1984                                           | Kei met wig | Dirk Müller                                                           | Bloemenpad (wijkpark Merenwijk)                                                                  | Leiden | natuursteen en staal                                                                | |
| 1984                                           | Praatpalen (serie van drie verschillende poorten)                                                                | Eduard Vijsma                                                         | Petronella Moensweg                                                                              | Leiden | metaal en beton                                                                     | |
| 1985                                           | Leidse vrouwen in het verzet                                                                                     | Truus Menger-Oversteegen                                              | Agatha van Alkemadestraat                                                                        | Leiden | brons                                                                               | |
| 1985                                           | Doorgaande beweging                                                                                              | Frans de Wit (beeldhouwer)                                            | Einsteinweg                                                                                      | Leiden | staal                                                                               | |
| 1986                                           | Zonder titel | Jacqueline Ravelli                                                    | Klooster                                                                                         | Leiden | metaal                                                                              | |
| 1986                                           | Vissen fluitend op weg                                                                                           | Herby Nijenhuis                                                       | Maria Gijzenpleintje                                                                             | Leiden | metaal en kunststof                                                                 | |
| 1987                                           | Zonder titel | Fred van der Linden                                                   | Petronella Moensweg (schoolplein)                                                                | Leiden | staal                                                                               | |
| 1989                                           | On the edge of a Tunnel                                                                                          | Elisabet Stienstra                                                    | LUMC                                                                                             | Leiden | brons en glas                                                                       | |
| 1989                                           | Plaquette Joodse weeskinderen                                                                                    | Frans de Wit (beeldhouwer)                                            | Roodenburgerstraat (voor het voormalig Joods weeshuis)                                           | Leiden | brons                                                                               | |
| 1990                                           | Plaquette VVSL                                                                                                   | Jacqueline Ravelli                                                    | Rapenburg                                                                                        | Leiden | brons                                                                               | |
| 1991                                           | Dansende kanonnen                                                                                                | Pjotr Müller                                                          | LUMC                                                                                             | Leiden | keramiek                                                                            | |
| 1992                                           | Zonder titel | Henk Visch                                                            | LUMC                                                                                             | Leiden | brons                                                                               | |
| 1992                                           | Gehoorbeenketen                                                                                                  | Jan Grote                                                             | LUMC                                                                                             | Leiden | brons                                                                               | |
| 1992                                           | Zonder titel | Herby Nijenhuis                                                       | Houtlaan (basisschool Woutertje Pietersen)                                                       | Leiden | Diverse materialen                                                                  | |
| 1993                                           | Ligplaats MS Hope                                                                                                | Jan Kleingeld                                                         | Rijnsburgerweg (fietstunnel bij Station Leiden Centraal)                                         | Leiden | verduurzaamd hout                                                                   | |
| 1994                                           | Broei | Krijn Giezen                                                          | Park Cronesteyn                                                                                  | Leiden | Diverse materialen                                                                  | |
| 1994                                           | 5 keramische beelden                                                                                             | Berry Holslag                                                         | Kopermolen 1 (Winkelcentrum De Kopermolen)                                                       | Leiden | keramiek                                                                            | |
| 1994                                           | Reuvens-monument (in totaal twee hoekbeelden)                                                                    | Frans de Wit (beeldhouwer)                                            | Rijksmuseum van Oudheden                                                                         | Leiden | brons                                                                               | |
| 1995                                           | Wie zoekt | Jan Kleingeld                                                         | Boisotkade 2a (Regionaal Archief)                                                                | Leiden | natuursteen                                                                         | |
| 1996                                           | Thought | Simona Vergani                                                        | Regenboogpad (schoolgebouw)                                                                      | Leiden | brons                                                                               | |
| 1996                                           | Anna lacht niet                                                                                                  | Henk Visch                                                            | Hippocratespad nabij het LUMC                                                                    | Leiden | gegoten aluminium                                                                   | |
| 1996                                           | If it is so | Marc Ruygrok                                                          | Onderzoeksgebouw LUMC                                                                            | Leiden | gegoten aluminium                                                                   | |
| 1997                                           | Kleigeisers | Maartse Buien                                                         | Park Cronesteyn                                                                                  | Leiden | Diverse materialen                                                                  | |
| 1997                                           | Phyllotaxis | Sjoerd Buisman                                                        | Hippocratespad nabij het LUMC                                                                    | Leiden | brons                                                                               | |
| 1997                                           | Monument voor Joke Smit                                                                                          | Cune van Groeningen                                                   | Alexandrine Tinneplein (Station De Vink)                                                         | Leiden | staal                                                                               | |
| 1998                                           | Kissing birds | Menashe Kadishman                                                     | LUMC                                                                                             | Leiden | staal                                                                               | |
| 1999                                           | Indië-monument                                                                                                   | Gerard Brouwer                                                        | Park de Put                                                                                      | Leiden | brons en natuursteen                                                                | |
| 1999                                           | Nijd | Peer Veneman                                                          | LUMC                                                                                             | Leiden | brons                                                                               | |
| 1999                                           | Fotozuilen | Mattie van der Worm                                                   | Joop Walenkamptunnel, nabij Leiden CS                                                            | Leiden | Diverse materialen                                                                  | |
| 1999                                           | Lust for Life | Giny Vos                                                              | Darwinweg (toren Naturalis Biodiversity Center)                                                  | Leiden | Diverse materialen                                                                  | |
| 1999                                           | monument voor Rinus van der Lubbe                                                                                | Ron Sluik en Reinier Körpershoek                                      | Morspoort                                                                                        | Leiden | steen                                                                               | |
| 2001                                           | Kiekmonument | Norman Beierle en Hester Keijser                                      | Kiekpad                                                                                          | Leiden | staal                                                                               | |
| 2001                                           | Toevallige feiten                                                                                                | Ben Raaijman                                                          | Rapenburg (parkje achter Oude UB)                                                                | Leiden | Diverse materialen                                                                  | |
| 2002                                           | Schapenkunstwerk                                                                                                 | Wendela Gevers Deynoot                                                | Willem de Zwijgerlaan 2 (voorplein Eschertoren)                                                  | Leiden | metaal                                                                              | |
| 2002                                           | Vijf beelden op een kromme                                                                                       | Frans de Wit (beeldhouwer)                                            | Plesmanlaan (bij Naturalis Biodiversity Center)                                                  | Leiden | scheepsstaal                                                                        | |
| 2003                                           | Pilgrim Fathers                                                                                                  | Gert van der Woude                                                    | Vliet                                                                                            | Leiden | brons                                                                               | |
| 2003                                           | Was ik een zwaluw, een herinnering aan geboden gastvrijheid                                                      | Leontine Sies                                                         | Kasteelhof                                                                                       | Leiden | brons                                                                               | |
| 2004                                           | Pelikanen | Vera Huizinga                                                         | Pelikaanhof                                                                                      | Leiden | brons                                                                               | |
| 2004                                           | Venus van Leiden                                                                                                 | Kunst Uitschot Team                                                   | Plantsoen                                                                                        | Leiden | hout                                                                                | |
| 2005 (In 2015 verplaatst van Stationsplein)    | Ode aan Rembrandt                                                                                                | Jan Wolkers                                                           | Bargelaan                                                                                        | Leiden | staal en glas                                                                       | |
| 2005                                           | Heen en weer | Jan Kleingeld                                                         | Warmonderbrug                                                                                    | Leiden | staal                                                                               | |
| 2006                                           | Rembrandt van Rijn                                                                                               | Stephan Balkenhol                                                     | Rembrandtplaats                                                                                  | Leiden | brons en terracotta                                                                 | |
| 2006 (in 2015 verplaatst vanaf de Plesmanlaan) | Kraanhaak HLV Thialf                                                                                             |                                                                       | Vondellaan (nieuwe gebouw Heerema Marine Contractors)                                            | Leiden | staal                                                                               | Kraanhaak van HLV Thialf (verplaatst 2015) Vondellaan(gebouw Heerema Marine Contractors)materiaal: staal |
| 2008                                           | Heike Kamerlingh Onnes                                                                                           | Ellie Hahn                                                            | Steenschuur                                                                                      | Leiden | brons                                                                               | |
| 2008                                           | Zonder titel | Merijn Bolink                                                         | Gevel Onderwijsgebouw Hippocratespad nabij het LUMC                                              | Leiden | geprepareerde boeken in epoxyhars                                                   | |
| 2008                                           | Herinnering bombardement (drie delen)                                                                            | Maarten van Maanen                                                    | Bij de Joop Walenkamptunnel, nabij Leiden CS                                                     | Leiden | Emaille                                                                             | |
| 2009                                           | De fluitspeler                                                                                                   | Joop van Kralingen                                                    | Van Vollenhovekade (herplaatst op schoolplein Lorentzschool)                                     | Leiden | brons                                                                               | |
| 2009                                           | Clown |                                                                       | Van Vollenhovekade (herplaatst op schoolplein Lorentzschool)                                     | Leiden | brons                                                                               | |
| 2009                                           | Willem van Oranje schenkt de universiteit aan Leiden                                                             | Theo van de Vathorst                                                  | Rapenburg (Academiegebouw)                                                                       | Leiden | brons                                                                               | |
| 2010                                           | Universiteit Leiden                                                                                              | Jan Kleingeld                                                         | Rapenburg (Academiegebouw)                                                                       | Leiden | staal                                                                               | |
| 2010                                           | Bagage (Holocaust monument)                                                                                      | Ram Katzir                                                            | Zonneveldstraat, Juridische Faculteit, Herensteeg, Vliet, Roodenburgerstraat                     | Leiden | natuursteen                                                                         | |
| 2011                                           | Rabindranath Tagore                                                                                              |                                                                       | Doelensteeg 16                                                                                   | Leiden | brons                                                                               | |
| 2012                                           | Sailor | Joost van den Toorn                                                   | Hippocratespad nabij het LUMC                                                                    | Leiden | figuratief bronzen beeld, (surrealistisch met geabstraheerde, gepolijste oppervlak) | |
| 2014                                           | Protestrede 26-11-1940                                                                                           | Marc de Groot                                                         | Rapenburg bij Academiegebouw (Leiden)                                                            | Leiden | stenen lezenaar en drie gevelstenen                                                 | |
| 2015                                           | Liquid Light XL                                                                                                  | Adam Colton                                                           | Hippocratespad nabij het LUMC                                                                    | Leiden | aluminium                                                                           | |
| 2015                                           | Torso | Armando                                                               | Nabij het LUMC                                                                                   | Leiden |                                                                                     | |
| 2016                                           | Le Grand Vivisecteur                                                                                             | Johan Creten                                                          | Bij LUMC, De Uil, metgezel van de god Athene, is sinds 1575 symbool voor de Universiteit Leiden. | Leiden | Brons (gepatineerd)                                                                 | |
| 2017                                           | Vierkant in vierkant                                                                                             | Theo van Doesburg                                                     | Morssingelplein                                                                                  | Leiden | beton                                                                               | |
| 2019                                           | Hoog Sammy (ter ere van Ramses Shaffy)                                                                           | Janine Melai                                                          | Terweepark                                                                                       | Leiden | Metaal                                                                              | |
| 2019                                           | De klimop | Karin van Iterson                                                     | Huigpark onderdoorgang Langegracht                                                               | Leiden | Staal groen gepoedercoat                                                            | |
| 2019                                           | Paalzitter (Man on a pole)                                                                                       | Fernando Sánchez Castillo                                             | Morssingel                                                                                       | Leiden |                                                                                     | |
| 2022                                           | Wij | Koen Hauser                                                           | Lange Mare / Haarlemmerstraat                                                                    | Leiden | brons                                                                               | beeld van 2 personen met maskers. Tijdelijk geblinddoekt door klimaatactivisten.                         |
| Onbekend                                       | Onbekend (Muziek?)                                                                                               | Geschonken door acht bedrijven, bij Bonaventuracollege.               | Mariënpoelstraat                                                                                 | Leiden | staal, roestvast staal, beton, steen en hout                                        | |
| Onbekend                                       | Onbekend |                                                                       | Tuin Diaconessenhuis, Houtstraat 55                                                              | Leiden | steen                                                                               | |
| Onbekend                                       | Cunera van Rhenen                                                                                                | afkomstig uit het Cuneraklooster (St. Jorissteeg), afgebroken in 1983 | Hogewoerd 53A-57A                                                                                | Leiden | steen                                                                               | |
|                                                | Cage | Van Lieshout                                                          | Plantage                                                                                         | Leiden |                                                                                     | |
|                                                | onbekend - beeld van een drukker                                                                                 | onbekend                                                              | Rooseveltstraat                                                                                  | Leiden |                                                                                     | |
|                                                | onbekend Huigpark                                                                                                | onbekend                                                              | Huigpark                                                                                         | Leiden |                                                                                     | |
|                                                | onbekend Schuttersveld                                                                                           | onbekend                                                              | Schuttersveld                                                                                    | Leiden |                                                                                     | |
|                                                | onbekend Julius Caesarlaan                                                                                       | onbekend                                                              | Julius Caesarlaan                                                                                | Leiden |                                                                                     | |